# Vincenzo Modica
Vincenzo Modica (Mistretta, 2 maart 1971), bijgenaamd Massimo, is een Italiaanse langeafstandsloper die meerdere malen Italiaans kampioen werd. Zijn grootste successen behaalde hij op de marathon.
In 1996 werd hij derde op de Marathon van Venetië in een persoonlijk record van 2:11.39. Op het EK 1998 in Boedapest won hij een bronzen medaille en op het WK 1999 in Sevilla een zilveren medaille achter de Portugees Abel Antón en voor de Japanner Nobuyuki Sato. Op de Olympische Spelen van 2000 in Sydney moest hij voor de finish uitstappen.
Vincenzo Modica is getrouwd, heeft drie kinderen en is werkzaam bij de politie. Hij is aangesloten bij de atletiekvereniging Fiamme Oro Padova.

## Titels
- Italiaans kampioen 10.000 m - 1991, 1999
- Italiaans kampioen halve marathon - 1992, 1993, 1994
- Italiaans kampioen marathon - 2005
- Italiaans kampioen veldlopen (lange afstand) - 1993, 1997

## Persoonlijke records
| Onderdeel      | Prestatie | Datum           | Plaats   |
| -------------- | --------- | --------------- | -------- |
| 5.000 m        | 13.30,31  | 8 juni 1994     | Rome     |
| 10.000 m       | 28.01,65  | 29 juni 1994    | Helsinki |
| 12 km          | 33.24     | 31 januari 2001 | Catania  |
| halve marathon | 1:01.03   | 1993            |          |
| marathon       | 2:11.39   | 27 oktober 1996 | Venetië  |

## Prestaties

### 3000 m
- 1994: 4e Palio della Quercia in Rovereto - 7.52,74

### 5000 m
- 1996:  Italiaanse kamp. in Bologna - 13.55,41
- 2001: 5e Italiaanse kamp. in Catania - 14.02,72
- 2002: 4e Campionato di Societa in Pescara - 14.00,82

### 10.000 m
- 1989:  EK junioren - 29.33,28
- 1991:  Italian Championships in Turijn - 28.51,21
- 1991: 4e Middellandse Zeespelen in Athene - 29.07,09
- 1993:  Palermo - 28.16,1
- 1993:  Middellandse Zeespelen - 28.55,97
- 1993:  Universiade - 28.17,73
- 1994: 5e World Games in Helsinki - 28.01,86
- 1994: 11e EK in Helsinki - 28.17,24
- 1996: 4e Italiaanse kamp. in Pietrasanta - 28.35,75
- 1999:  Italiaanse kamp. in Sulmona - 29.06,02
- 2000: 10e Italiaanse kamp. in Carpi - 28.49,87

### 10 km
- 1992: 5e La Matesina in Bojano - 29.40,1
- 1994: 4e Corsa Internazional di San Silvestro in Bolzano - 28.54
- 1997:  Cross dei Campioni in Cesena - 29.14
- 1997: 5e Memorial Peppe Greco Road Race in Scicli - 30.08
- 1998: 5e Trofeo Asics Run in Cuneo - 28.50
- 2000:  Polizzi Generosa - 29.54
- 2000:  Ravanusa - 28.11
- 2000:  Mazzarino - 30.36

### halve marathon
- 1992:  halve marathon van Erba - 1:03.06
- 1992: 28e WK in South Shields - 1:02.33
- 1993: 4e halve marathon van Milaan - 1:01.03
- 1993:  halve marathon van Lucca - 1:03.11
- 1994:  halve marathon van Milaan - 1:02.20
- 1995:  halve marathon van Camaiore - 1:02.34
- 1995: 12e WK in Belfort - 1:02.48
- 1996: 17e WK in Palma de Mallorca - 1:03.37
- 1997: 5e halve marathon van Foligno - 1:03.44
- 1998:  halve marathon van Ostia - 1:02.36
- 1999: 4e halve marathon van Busto Arsizio - 1:03.40
- 1999:  halve marathon van Palermo - 1:06.25
- 2000: 4e Great North Run - 1:02.35
- 2000:  halve marathon van Palermo - 1:03.55
- 2002:  halve marathon van Scordia - 1:04.25
- 2002:  halve marathon van Napels - 1:05.57

### marathon
- 1996:  marathon van Venetië - 2:11.39
- 1998: 11e marathon van Londen - 2:13.22
- 1998:  EK in Boedapest - 2:12.53
- 1999: 8e marathon van Rome - 2:12.58
- 1999:  WK in Sevilla - 2:14.03
- 2000: DNF OS in Sydney
- 2001: 17e marathon van Rotterdam - 2:14.39
- 2001: 11e marathon van Venetië - 2:14.37
- 2002:  marathon van Catania - 2:15.55
- 2003: 7e marathon van Marseille - 2:16.31
- 2003: 9e marathon van Wenen - 2:20.13
- 2003: 20e New York City Marathon - 2:19.43
- 2004:  marathon van Treviso - 2:13.02
- 2005: 4e marathon van Padova - 2:14.02,2

### Veldlopen
- 1989: 17e WK junioren - 26.42
- 1990: 17e WK junioren - 23.39
- 1991: 120e WK lange afstand - 36.08
- 1992: 4e Italiaanse kamp. in Napoli - 33.51
- 1992: 81e WK lange afstand - 38.48
- 1993:  Italiaanse kamp. in Fiorano Modenese - 35.00
- 1994: 24e EK in Alnwick - 28.40
- 1994: 20e WK in Boedapest - 35.42
- 1995: 27e EK in Alnwick - 27.45
- 1995: 38e WK in Durham - 35.46
- 1997:  Italiaanse kamp. in Florence - 35.34
- 1997: 31e EK in Oeiras - 28.46
- 1997: 79e WK lange afstand - 37.39
- 1999:  Italiaanse kamp. in Rome - 35.40
- 2000:  Italiaanse kamp. in Rome - 36.51,7
- 2000: 41e WK lange afstand - 37.21
- 2002: 17e Italiaanse kamp. in Modena - 36.53